# Leptopanorpa ritsemae
Leptopanorpa ritsemae är en näbbsländeart som beskrevs av Maclachlan 1875. Leptopanorpa ritsemae ingår i släktet Leptopanorpa och familjen skorpionsländor. Inga underarter finns listade i Catalogue of Life.